# Maykel
Maykel Mauricio Cedeño Campozano (8 de septiembre de 1998, Tosagua) es un cantante y músico de pop y bachata ecuatoriano. Desde niño ha participado en realitys musicales como "pequeños brillantes" y es más reconocido por su tema A prueba de todo.

## Estudios
Culminó su Bachillerato en la Unidad Educativa Sir Thomas More.[cita requerida]

## Carrera musical
Maykel Mauricio Cedeño Campozano nació en Tosagua, provincia de Manabí, Ecuador, el 8 de septiembre de 1998. Desde los 4 años de edad demostró tener destreza para el canto.
Ingresó como participante de la primera edición del reality Pequeños Brillantes de GamaTV, en mayo de 2009, donde ganó el tercer lugar entre 22 finalistas. Luego del reality, se unió a la productora musical Borkis Entertainment, donde realizó el proyecto benéfico "Alégrate es Navidad", con el fin de recaudar fondos para tratar a niños con cáncer, e interpretó una serie de villancicos, también en los años 2010, 2011, 2012 y 2013, junto a los artistas Daniel Betancourth, Los Intrépidos y Jorge Luis del Hierro.
En abril de 2013 lanzó el tema A prueba de todo, un sencillo de estilo bachata y pop, compuesto por el cantautor y productor de Borkis Entertainment, Jorge Luis Bohorquez, el cual fue realizado en Miami, Nueva York y Puerto Rico.
El video de "A prueba de todo" alcanzó más de 20 millones de reproducciones en YouTube, siendo un número considerable para un artista local. La canción llegó al #1 entre las producciones nacionales en Ecuador y hasta el #9 de entre las canciones en general según el monitoreo que elabora semanalmente la revista virtual Charts Ecuador. Sus siguientes sencillos "Tu En Mí" y "El Primero" llegaron a aparecer entre las 40 canciones más populares de Ecuador según el listado de Charts Ecuador. Según el mismo sondeo, su canción "Guapa" alcanzó el #1 en Ecuador,[cita requerida]
El 2015 inicia de la mano de VIOLETA, el cuarto sencillo de Maykel interpretado junto al cantante mexicano Carlos Rivera, con quien grabó en la ciudad de Quito el video musical. Incursionando en una nueva faceta, alcanzó a convertirse en un éxito Top 5 en el país.[cita requerida]
Su participación como jurado en Factor X Kids Ecuador, Maykel quien también ha participado en reality’s a su corta edad y pese a su trayectoria,  fue invitado a ser juez junto a Pamela Cortes y Jorge Luis del Hierro en el programa Factor X Kids Ecuador. Factor X Kids, creado y desarrollado por el reconocido productor inglés Simon Cowel y retransmitido por Ecuavisa para descubrir jóvenes estrellas en Ecuador, ha sido todo un éxito de audiencia y ha acercado a Maykel a su público más todavía.[cita requerida]
Con su experiencia en el reality, en redes sociales expreso lo siguiente; “Que linda experiencia haber compartido con cada uno de los participantes, con mis compañeros y amigos jurados. Gracias a Ecuavisa, gracias a cada una de las personas que formaron parte de #factorxkids. Felicidades a todos los participantes porque todos fueron ganadores. Vamos para adelante! Es el comienzo de sus carreras, se que con la ayuda de Dios y de sus familias van a ser grandes artistas. Felicidades a Celena! qué placer fue haberte tenido en mi equipo. Gracias a las fans por el apoyo y gracias a Dios por haberme permitido conocerlos y cumplir este reto como jurado, los extrañaré” expresó Maykel. Más información aquí
Ganador junto a una de sus participantes. Al culminar su etapa de jurado Maykel viaja a Colombia para ser parte del video musical del tema “Aventura” de Duban Bayona y Jimmy Zambrano, reconocidos personajes de la música de ese país, con quienes se abrió camino en la promoción en ambos países.[cita requerida]
Maykel también viaja a España para promocionar su música. El disco ‘A prueba de todo’, del manabita Maykel Cedeño, llegó a las tiendas musicales de España.
El cantante manabita se le cumple el sueño de ‘saltar el charco’ con su música, ya que el 18 de septiembre el exitoso primer álbum del bachatero llega a España gracias a una alianza con Peps Records, perteneciente al país ibérico.[cita requerida]
La internacionalización de Maykel va de buen camino, firmó con la disquera española que le permitirá promocionarse en México, la misma que colabora con la productora ecuatoriana Borkis Music Entertainment.[cita requerida]
En octubre, Maykel viaja a España y promociona su álbum, realizó firmas de autógrafos para sus fanes españolas y realizó presentaciones.  El artista juvenil que más vistas tiene en YouTube, en la historia de Ecuador, además presentó el sencillo titulado ‘Algo Más’. La canción, obra de Jorge Luis Bohórquez, destacado compositor responsable de muchos números uno en el país, habla de la necesidad de convertirse en alguien importante para una amiga, de confesarle su amor y convertirse en almas gemelas.[cita requerida]
Esta nueva bachata romántica llega después de los éxitos de Maykel ‘A prueba de todo’ y ‘Guapa’.[cita requerida]
La canción puede escucharse en las emisoras radiales ecuatorianas, en plataformas digitales y en tiendas físicas, la misma es parte de su primer álbum ‘A prueba de todo’, que se estrenó el 15 de agosto de 2014 y continúa en promoción.[cita requerida]
Maykel es entrevistado en teleamozanas para presentar su nuevo sencillo Algo más.[cita requerida]

## Sitios Web
- MaykelC.Oficial Facebook
- maykelC_oficial/ Instagram
- youtube.com/ Youtube
- MaykelOficial Twitter